# Let Flydubai 981
Let Flydubai 981 byl pravidelný let, který havaroval 19. března 2016 při pokusu o přistání na letišti v Rostově na Donu.
Nehoda je první havárií se smrtelnými následky v sedmileté historii společnosti Flydubai.

## Let
Letadlo dosáhlo cílové letiště v plánovaném čase. Po prvním neúspěšném pokusu o přistání kroužilo bezmála dvě hodiny než piloti provedli další pokus. Po dvou neúspěšných pokusech o přistání za zhoršených povětrnostních podmínek letadlo Boeing 737-800 vystoupalo do výšky asi 1200 m a pak se zřítilo přibližně 120 metrů před začátkem přistávací dráhy. Letištní kamerový systém zachytil strmé klesání následované výbuchem letadla.

## Oběti
Všech 62 lidí na palubě - 55 pasažérů a 7 členů posádky zemřelo.
| Národnost  | Pasažéři | Posádka |
| ---------- | -------- | ------- |
| Rusko      | 44       | 1       |
| Ukrajina   | 8        | 0       |
| Indie      | 2        | 0       |
| Uzbekistán | 1        | 0       |
| Španělsko  | 0        | 2       |
| Kolumbie   | 0        | 1       |
| Kypr       | 0        | 1       |
| Kyrgyzstán | 0        | 1       |
| Seychely   | 0        | 1       |
| Celkem     | 55       | 7       |

## Reakce
Bezprostředně po nehodě gubernátor Rostovské oblasti Vasilij Goluběv oznámil, že vláda vyplatí 1 milion rublů rodinám pozůstalých. Na den po nehodě, na 20. březen, byl v oblasti vyhlášen den státního smutku.
Flydubai otevřely 21. března na letišti v Rostově středisko pro pomoc rodinám obětí neštěstí. Oznámily výplatu ve výši 20 000 USD na jednoho cestujícího pro pokrytí „okamžitých finančních potřeb“ jejich rodin. Společnost obnovila pravidelné lety do Rostova hned poté, co bylo letiště po nehodě znovu otevřeno, ale letu přidělila jiné číslo.
Předseda představenstva Ghaith Al Ghaith na tiskové konferenci oznámil, že techničtí specialisté a specialisté z oddělení bezpečnosti úzce spolupracují s ruskými vyšetřovateli. Požádal komentátory, aby se zdrželi spekulací a „dali vyšetřovatelům čas na práci a přišli s výsledky [vyšetřování]“.